# Atletica leggera ai Giochi della XXIV Olimpiade - Maratona maschile
La maratona maschile dei Giochi della XXIV Olimpiade si è svolta il 2 ottobre 1988 con partenza ed arrivo nello Stadio Olimpico di Seul, in Corea del Sud.

## Presenze ed assenze dei campioni in carica
| Competizione        | Atleta             | Prestazione | Seul 1988       |
| ------------------- | ------------------ | ----------- | --------------- |
| Olimpiadi 1984      | Carlos Lopes       | 2h09'21”    | Assente         |
| Commonwealth 1986   | Robert de Castella | 2h10'15”    | Presente        |
| Goodwill Games 1986 | Belayneh Dinsamo   | 2h14'42”    | Etiopia assente |
| Europei 1986        | Gelindo Bordin     | 2h10'54”    | Presente        |
| Asiatici 1986       | Takeyuki Nakayama  | 2h08'21"    | Presente        |
| Africani 1987       | Belayneh Dinsamo   | 2h14'47”    | Etiopia assente |
| Mondiali 1987       | Douglas Wakiihuri  | 2h11'48”    | Presente        |

## La gara
La gara inizia con una temperatura di 25° ed il 74% di umidità. Il gruppo rimane unito fino a metà gara (1h04'49"). Al 31º km Gelindo Bordin aumenta il ritmo e si stacca dal gruppo; lo seguono in cinque: Takeyuki Nakayama, Douglas Wakiihuri, Ahmed Salah, Charlie Spedding e Juma Ikangaa. Gli ultimi due si staccano al 37º km, Salah invece va all'attacco: al km 39 è in testa con 20 metri di vantaggio su Wakiihuri e altrettanti su Bordin.
Dopo il km 40 Bordin supera il keniano e va a prendere Salah, che è a soli 4 secondi. In soli 600 metri Bordin annulla il distacco e va in testa, poi prosegue indisturbato fino all'arrivo. Nelle ultime fasi della gara Salah viene superato anche da Wakiihuri, che coglie l'argento. Gelindo Bordin è il primo italiano a vincere la maratona olimpica, 80 anni dopo Dorando Pietri, che giunse primo a Londra 1908 e successivamente venne squalificato.

## Ordine d’arrivo
| Posizione | Atleta                    | Nazionalità             | Tempo    |
| --------- | ------------------------- | ----------------------- | -------- |
|           | Gelindo Bordin            | Italia                  | 2h10'32" |
|           | Douglas Wakiihuri         | Kenya                   | 2h10'47" |
|           | Hussein Ahmed Salah       | Gibuti                  | 2h10'59" |
| 4         | Takeyuki Nakayama         | Giappone                | 2h11'05" |
| 5         | Steve Moneghetti          | Australia               | 2h11'49" |
| 6         | Charlie Spedding          | Gran Bretagna           | 2h12'19" |
| 7         | Juma Ikangaa              | Tanzania                | 2h13'06" |
| 8         | Robert de Castella        | Australia               | 2h13'07" |
| 9         | Toshihiko Seko            | Giappone                | 2h13'41" |
| 10        | Ravil Kashapov            | Unione Sovietica        | 2h13'49" |
| 11        | Jesús Herrera             | Messico                 | 2h13'58" |
| 12        | John Campbell             | Nuova Zelanda           | 2h14'08" |
| 13        | Gerard Nijboer            | Paesi Bassi             | 2h14'40" |
| 14        | Pete Pfitzinger           | Stati Uniti             | 2h14'44" |
| 15        | Marti ten Kate            | Paesi Bassi             | 2h14'53" |
| 16        | Orlando Pizzolato         | Italia                  | 2h15'20" |
| 17        | Hisatoshi Shintaku        | Giappone                | 2h15'42" |
| 18        | Kim Won-Tak               | Corea del Sud           | 2h15'44" |
| 19        | Gianni Poli               | Italia                  | 2h16'07" |
| 20        | Dieudonné LaMothe         | Haiti                   | 2h16'15" |
| 21        | Dave Long                 | Regno Unito             | 2h16'18" |
| 22        | Henrik Jørgensen          | Danimarca               | 2h16'40" |
| 23        | Ralf Salzmann             | Germania Ovest          | 2h16'54" |
| 24        | Dick Hooper               | Irlanda                 | 2h17'16" |
| 25        | Miroslavo Vindiš          | Jugoslavia              | 2h17'47" |
| 26        | Cai Shangyan              | Cina                    | 2h17'54" |
| 27        | Joaquim Silva             | Portogallo              | 2h18'05" |
| 28        | Art Boileau               | Canada                  | 2h18'20" |
| 29        | Ed Eyestone               | Stati Uniti             | 2h19'09" |
| 30        | Noureddine Sobhi          | Marocco                 | 2h19'56" |
| 31        | Yu Jae-seong              | Corea del Sud           | 2h20'11" |
| 32        | Mehmet Terzi              | Turchia                 | 2h20'12" |
| 33        | Kevin Forster             | Regno Unito             | 2h20'45" |
| 34        | Bigboy Josie Matlapeng    | Botswana                | 2h20'51" |
| 35        | Allaoua Khellil           | Algeria                 | 2h21'12" |
| 36        | Justin Gloden             | Lussemburgo             | 2h22'14" |
| 37        | Alexandre Gonzalez        | Francia                 | 2h22'24" |
| 38        | Zhang Guowei              | Cina                    | 2h22'49" |
| 39        | Pedro Ortiz               | Colombia                | 2h23'34" |
| 40        | Ronald Lanzoni            | Costa Rica              | 2h23'45" |
| 41        | Bradley Camp              | Australia               | 2h23'49" |
| 42        | Adolphe Ambowode          | Rep. Centrafricana      | 2h23'52" |
| 43        | John Burra                | Tanzania                | 2h24'17" |
| 44        | Samuel Hlawe              | eSwatini                | 2h24'42" |
| 45        | Juan Amores               | Costa Rica              | 2h24'49" |
| 46        | Peter Maher               | Canada                  | 2h24'49" |
| 47        | Abdou Manzo               | Niger                   | 2h25'05" |
| 48        | Diamantino dos Santos     | Brasile                 | 2h25'13" |
| 49        | Omar Moussa               | Gibuti                  | 2h25'25" |
| 50        | Carlos Retiz              | Messico                 | 2h25'34" |
| 51        | Gary Fanelli              | Samoa Americane         | 2h25'35" |
| 52        | John Woods                | Irlanda                 | 2h25'38" |
| 53        | Gideon Mthembu            | eSwatini                | 2h25'56" |
| 54        | Baikuntha Manandhar       | Nepal                   | 2h25'57" |
| 55        | Karel David               | Cecoslovacchia          | 2h26'12" |
| 56        | Ivo Rodrigues             | Brasile                 | 2h26'27" |
| 57        | Martín Mondragón          | Messico                 | 2h27'10" |
| 58        | Vusie Dlamini             | eSwatini                | 2h28'06" |
| 59        | Inni Aboubacar            | Niger                   | 2h28'15" |
| 60        | Yohanna Waziri            | Nigeria                 | 2h29'14" |
| 61        | Noheku Nteso              | Lesotho                 | 2h29'44" |
| 62        | Benjamin Longiros         | Uganda                  | 2h30'29" |
| 63        | Vincent Ruguga            | Uganda                  | 2h31'04" |
| 64        | Alfonso Abellán           | Spagna                  | 2h31'10" |
| 65        | Vithanakande Samarasinghe | Sri Lanka               | 2h31'29" |
| 66        | Tika Bogati               | Nepal                   | 2h31'49" |
| 67        | Dave Edge                 | Canada                  | 2h32'19" |
| 68        | Luis López                | Costa Rica              | 2h32'43" |
| 69        | Juan Camacho              | Bolivia                 | 2h34'41" |
| 70        | Mohamed Abbas             | Nigeria                 | 2h35'26" |
| 71        | Ahmet Altun               | Turchia                 | 2h37'44" |
| 72        | James Gombedza            | Zimbabwe                | 2h38'13" |
| 73        | Kamana Koji               | Zaire                   | 2h38'34" |
| 74        | João Carvalho             | Angola                  | 2h40'45" |
| 75        | Aaron Dupnai              | Papua Nuova Guinea      | 2h41'47" |
| 76        | Bineshwar Prasad          | Figi                    | 2h41'50" |
| 77        | Calvin Dallas             | Isole Vergini Americane | 2h42'19" |
| 78        | Telesphore Dusabe         | Ruanda                  | 2h42'52" |
| 79        | Eugène Muslar             | Belize                  | 2h43'29" |
| 80        | Hassan Karimou            | Niger                   | 2h43'51" |
| 81        | Wallace Williams          | Isole Vergini Americane | 2h44'40" |
| 82        | Mohala Mohloli            | Lesotho                 | 2h44'44" |
| 83        | Awadh Shaban Al-Sameer    | Oman                    | 2h46'59" |
| 84        | Derick Adamson            | Giamaica                | 2h47'57" |
| 85        | Krishna Bahadur Basnet    | Nepal                   | 2h47'57" |
| 86        | Fred Schumann             | Guam                    | 2h49'52" |
| 87        | John Mwathiwa             | Malawi                  | 2h51'43" |
| 88        | Marlon Williams           | Isole Vergini Americane | 2h52'06" |
| 89        | Kaleka Mutoke             | Zaire                   | 2h55'21" |
| 90        | James Walker              | Guam                    | 2h56'32" |
| 91        | Mohiddin Mohamed Kulmiye  | Somalia                 | 2h58'10" |
| 92        | Fred Ogwang               | Uganda                  | 2h59'35" |
| 93        | Naser Babapour            | Iran                    | 3h00'20" |
| 94        | Ricardo Taitano           | Guam                    | 3h03'19" |
| 95        | Baba Ibrahim Suma-Keita   | Sierra Leone            | 3h04'00" |
| 96        | Alassane Bah              | Guinea                  | 3h06'27" |
| 97        | Nguyễn Văn Thuyết         | Vietnam                 | 3h10'57" |
| 98        | Polin Belisle             | Belize                  | 3h14'02" |
| —         | Ahmed Mohamed Ismail      | Somalia                 | Rit.     |
| —         | Bruno Lafranchi           | Svizzera                | Rit.     |
| —         | Ibrahim Hussein           | Kenya                   | Rit.     |
| —         | Alain Lazare              | Francia                 | Rit.     |
| —         | John Treacy               | Irlanda                 | Rit.     |
| —         | Dirk Vanderherten         | Belgio                  | Rit.     |
| —         | Domingo Aguilar           | Cile                    | Rit.     |
| —         | Honorato Hernández        | Spagna                  | Rit.     |
| —         | Jörg Peter                | Germania Est            | Rit.     |
| —         | Joseph Kipsang            | Kenya                   | Rit.     |
| —         | Gwon Seong-nak            | Corea del Sud           | Rit.     |
| —         | El Mostafa Nechchadi      | Marocco                 | Rit.     |
| —         | George Mambosasa          | Malawi                  | Rit.     |
| —         | Abdul Haji Abdul Latheef  | Maldive                 | Rit.     |
| —         | Hussein Haleem            | Maldive                 | Rit.     |
| —         | Geir Kvernmo              | Norvegia                | Rit.     |
| —         | Paulo Catarino            | Portogallo              | Rit.     |
| —         | John Maeke                | Isole Salomone          | Rit.     |
| —         | Martin Vrábeľ             | Cecoslovacchia          | Rit.     |
| —         | Mark Conover              | Stati Uniti             | Rit.     |